# آشاغی کویون‌لو (شاوشات)
آشاغی کویون‌لو (به ترکی استانبولی: Aşağıkoyunlu) یک منطقهٔ مسکونی در ترکیه است که در شاوشات واقع شده‌است. آشاغی کویون‌لو ۱۷۲ نفر جمعیت دارد.